# Arturo Rossato
Arturo Rossato, född den 17 juni 1882 i Vicenza, död den 11 mars 1942 in Milano, var en italiensk journalist, dramatiker, lyriker och librettist.
Rossato var redaktör för tidningarna Popolo d’Italia och Secolo-Sera. Han författade komedier, delvis på venetiansk dialekt, av vilka Nina no far la stupida (1922) och La biondina in gondoleta (1926) – båda tillkomna i samarbete med Gian Capo – hade viss framgång. Hans operalibretti tonsattes av bland andra Riccardo Zandonai (Giulietta e Romeo, I cavalieri di Ekebù, La farsa amorosa), Franco Alfano (Madonna Imperia) och Francisco Mignone (L’innocente).